# Saison 2015 de l'équipe cycliste Hitec Products
La Saison 2015 de l'équipe cycliste Hitec Products est la huitième de la formation. La principale recrue de la saison est la sprinteuse néerlandaise Kirsten Wild. Toutefois en parallèle l'Italienne Elisa Longo Borghini, l'Australienne Chloe Hosking et Audrey Cordon rejoignent toutes trois la formation Wiggle Honda. Ashleigh Moolman quitte également l'équipe. Kirsten Wild remporte de nombreuses courses au sprint. En fin de saison, elle est neuvième du classement mondial. Sur piste, elle devient Championne du monde du scratch. Lauren Kitchen réalise également une bonne saison avec un titre de Championne d'Océanie sur route. L'équipe est septième du classement UCI et huitième du classement de la Coupe du monde.

## Préparation de la saison

### Partenaires et matériel de l'équipe
L'équipe roule sur des vélos Scott. Son partenaire principal est Hitec Products, un livreur de solutions techniques pour l'exploitation pétrolière.

### Arrivées et départs
La principale recrue de la saison est la sprinteuse néerlandaise Kirsten Wild, qui vient dans l'objectif de participer aux épreuves sur piste lors des Jeux olympiques de Rio. L'expérimentée coureuse allemande Charlotte Becker rejoint également l'équipe, tout comme Vita Heine Petersone. Par ailleurs, trois néo-professionnelle viennent compléter l'effectif : Shana Van Glabeke et Janicke Gunvaldsen.
Des départs importants sont à signaler : la coureuse polyvalente italienne Elisa Longo Borghini, la sprinteuse australienne Chloe Hosking et la spécialiste du contre-la-montre française Audrey Cordon rejoignent toutes trois la formation Wiggle Honda. Par ailleurs, la grimpeuse sud-africaine Ashleigh Moolman, championne d'Afrique et d'Afrique du Sud quitte également l'équipe. Toutes les victoires UCI de la saison 2014 ont été réalisées par ces quatre coureuses. Enfin, Siri Minge redescend à l'échelon inférieur.
| Arrivées             | Équipe 2014         |
| -------------------- | ------------------- |
| Charlotte Becker     | Wiggle Honda        |
| Vita Heine Petersone | Endura Lady Force   |
| Shana Van Glabeke    | Néo-professionnelle |
| Janicke Gunvaldsen   | Néo-professionnelle |
| Ingrid Lorvik        | Néo-professionnelle |
| Kirsten Wild         | Giant-Shimano       |

| Départs                | Équipe 2015  |
| ---------------------- | ------------ |
| Audrey Cordon          | Wiggle Honda |
| Chloe Hosking          | Wiggle Honda |
| Elisa Longo Borghini   | Wiggle Honda |
| Siri Minge             | Amateur      |
| Ashleigh Moolman-Pasio | Bigla        |

## Effectif et encadrement

### Effectif

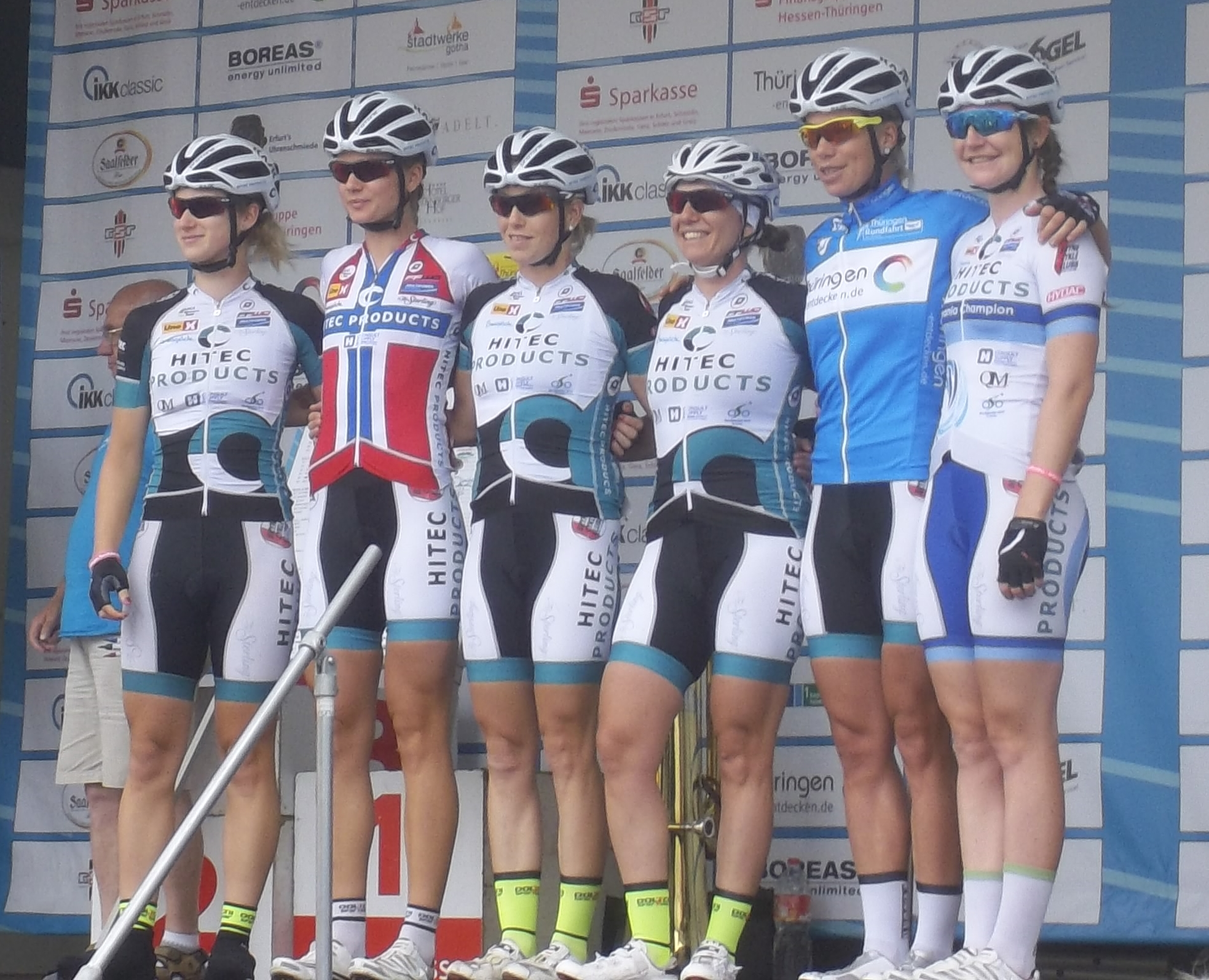
Équipe lors du Tour de Thuringe 2015

| Cycliste               | Date de naissance | Nationalité | Équipe 2014         |  |
| ---------------------- | ----------------- | ----------- | ------------------- |  |
| Charlotte Becker       | 19 mai 1983       | Allemagne   | Wiggle Honda        |  |
| Miriam Bjørnsrud       | 9 octobre 1992    | Norvège     | Hitec Products      |  |
| Cecilie Gotaas Johnsen | 2 octobre 1989    | Norvège     | Hitec Products      |  |
| Tatiana Guderzo        | 22 août 1984      | Italie      | Alé Cipollini       |  |
| Janicke Gunvaldsen     | 19 mai 1981       | Norvège     | Néo-professionnelle |  |
| Vita Heine Petersone   | 21 novembre 1984  | Norvège     | Endura Lady Force   |  |
| Lauren Kitchen         | 21 janvier 1990   | Australie   | Hitec Products      |  |
| Julie Leth             | 13 juillet 1992   | Danemark    | Hitec Products      |  |
| Tone Lima Hatteland    | 18 décembre 1979  | Norvège     | Hitec Products      |  |
| Ingrid Lorvik          | 21 février 1986   | Norvège     | Néo-professionnelle |  |
| Emilie Møberg          | 12 juillet 1991   | Norvège     | Hitec Products      |  |
| Thea Thorsen           | 15 mars 1992      | Norvège     | Hitec Products      |  |
| Shana Van Glabeke      | 28 septembre 1993 | Belgique    | Néo-professionnelle |  |
| Kirsten Wild           | 15 octobre 1982   | Pays-Bas    | Giant-Shimano       |  |

### Encadrement
Karl Lima est le directeur de l'équipe. Le directeur sportif est Steven Sergeant, ses adjoint sont Terje Hatteland, Bart Lismont, Carl Erik Pedersen et Nico Van Gijsegem.

### Déroulement de la saison

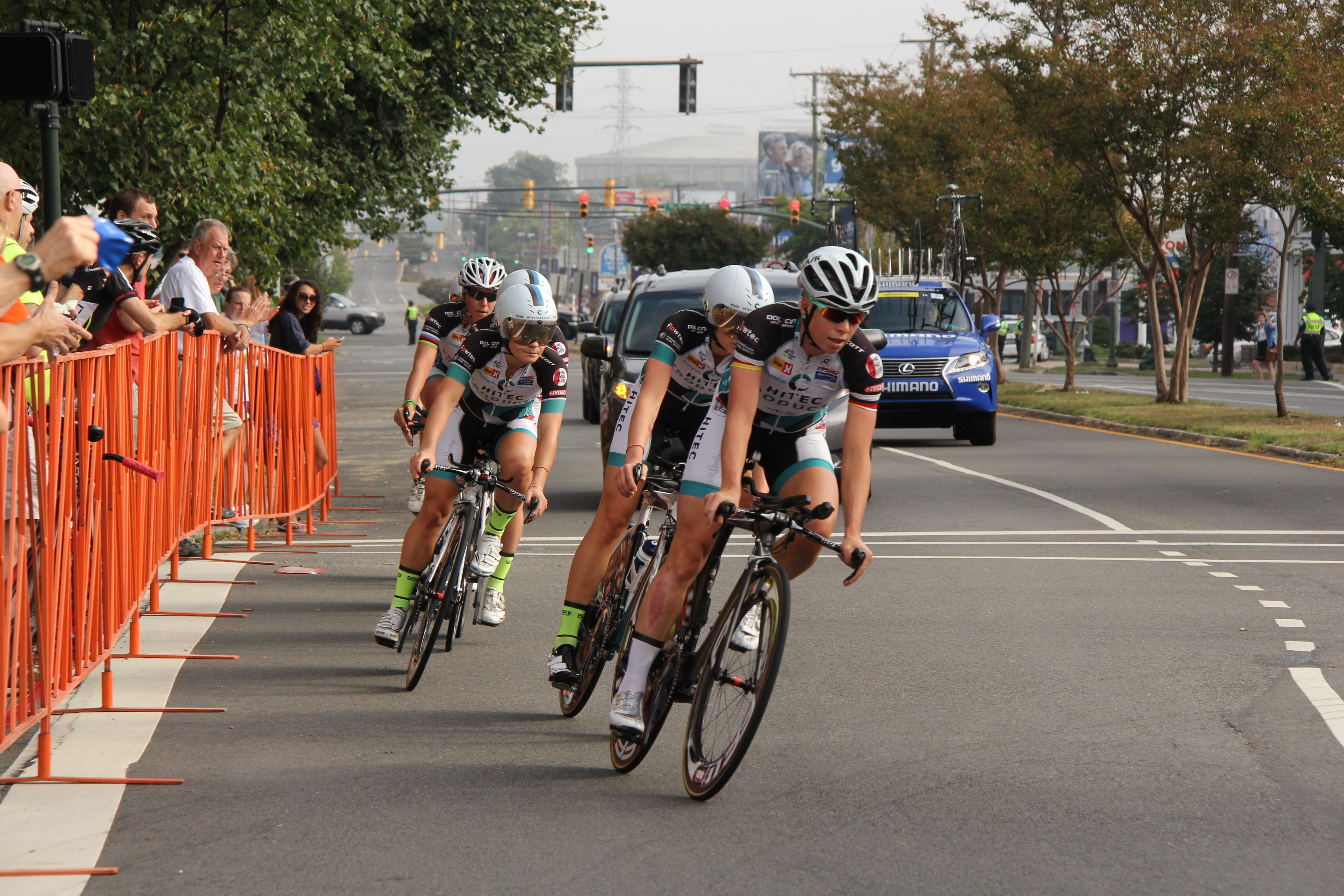
Hitec Products lors du championnat du monde de contre-la-montre par équipes

En avril, Kirsten Wild s'impose au sprint sur la troisième étape de l'Energiewacht Tour, puis pour la troisième fois consécutive au Ronde van Gelderland et enfin au circuit de Borsele.
Sur l'épreuve en ligne des championnats du monde, Lauren Kitchen prend l'échappée de neuf coureuses qui part à quarante kilomètres de l'arrivée. La Polonaise Malgorzata Jasinska s'extrait du groupe dans le dernier tour. Une fois reprise, Lauren Kitchen contre et est accompagnée de l'Italienne Valentina Scandolara. Elles sont reprises au pied de la première ascension du circuit.

### Victoires

#### Sur route
| Date       | Course                                                 | Pays      | Classe | Vainqueur              |
| ---------- | ------------------------------------------------------ | --------- | ------ | ---------------------- |
| 15 février | Championnat d'Océanie sur route                        |           | 9      | Lauren Kitchen         |
| 15 mars    | Novilon Eurocup                                        | Pays-Bas  | 1.2    | Kirsten Wild           |
| 9 avril    | 2e étape du Tour de Thaïlande                          | Thaïlande | 2.2    | Lauren Kitchen         |
| 11 avril   | 3e étape de l'Energiewacht Tour                        | Pays-Bas  | 2.2    | Kirsten Wild           |
| 19 avril   | Ronde van Gelderland                                   | Pays-Bas  | 1.2    | Kirsten Wild           |
| 25 avril   | Circuit de Borsele                                     | Pays-Bas  | 1.1    | Kirsten Wild           |
| 1er mai    | Tour d'Overijssel                                      | Pays-Bas  | 1.1    | Lauren Kitchen         |
| 13 mai     | 1re étape du Tour de l'île de Chongming                | Chine     | 2.1    | Kirsten Wild           |
| 14 mai     | 2e étape du Tour de l'île de Chongming                 | Chine     | 2.1    | Kirsten Wild           |
| 15 mai     | Tour de l'île de Chongming                             | Chine     | 2.1    | Kirsten Wild           |
| 20 mai     | 1re étape du Tour de l'île de Zhoushan                 | Chine     | 2.2    | Tatiana Guderzo        |
| 21 mai     | 2e étape du Tour de l'île de Zhoushan                  | Chine     | 2.2    | Lauren Kitchen         |
| 22 mai     | Tour de l'île de Zhoushan                              | Chine     | 2.2    | Lauren Kitchen         |
| 4 juin     | Grand Prix cycliste de Gatineau                        | Canada    | 1.1    | Kirsten Wild           |
| 20 juin    | Omloop van de IJsseldelta                              | Pays-Bas  | 1.2    | Kirsten Wild           |
| 25 juin    | Championnat de Norvège du contre-la-montre             | Norvège   | CN     | Cecilie Gotaas Johnsen |
| 28 juin    | Championnat de Norvège sur route                       | Norvège   | CN     | Miriam Bjørnsrud       |
| 10 juillet | 2e étape du Tour de Feminin - O cenu Ceskeho Svycarska | Tchéquie  | 2.2    | Emilie Møberg          |
| 11 juillet | 4e étape du Tour de Feminin - O cenu Ceskeho Svycarska | Tchéquie  | 2.2    | Emilie Møberg          |
| 19 juillet | 4e étape du Tour de Bretagne féminin                   | France    | 2.2    | Kirsten Wild           |

#### Sur piste
| Date        | Course                                   | Pays      | Classe | Vainqueur    |
| ----------- | ---------------------------------------- | --------- | ------ | ------------ |
| 18 janvier  | Omnium à Cali                            | Colombie  | CDM    | Kirsten Wild |
| 7 février   | Scratch à Anadia                         | Portugal  | 3      | Kirsten Wild |
| 8 février   | Omnium à Anadia                          | Portugal  | 3      | Kirsten Wild |
| 21 février  | Championnat du monde du scratch          | France    | CM     | Kirsten Wild |
| 30 juin     | Scratch à Fiorenzuola d Arda             | Italie    | 1      | Kirsten Wild |
| 11 juillet  | Omnium à Dublin                          | Irlande   | 1      | Kirsten Wild |
| 12 juillet  | Scratch à Dublin                         | Irlande   | 1      | Kirsten Wild |
| 19 décembre | Américaine à Melbourne                   | Australie | 1      | Julie Leth   |
| 20 décembre | Championnat des Pays-Bas de l'américaine | Pays-Bas  | CN     | Kirsten Wild |
| 29 décembre | Championnat des Pays-Bas de la poursuite | Pays-Bas  | CN     | Kirsten Wild |

### Résultats sur les courses majeures

#### Coupe du monde
| Date     | #  | Course                                   | Meilleure classée | Classement |
| -------- | -- | ---------------------------------------- | ----------------- | ---------- |
| 14 mars  | 1  | Tour de Drenthe                          | Kirsten Wild      | 11e        |
| 29 mars  | 2  | Trofeo Alfredo Binda-Comune di Cittiglio | -                 | -          |
| 5 avril  | 3  | Tour des Flandres                        | Kirsten Wild      | 28e        |
| 22 avril | 4  | Flèche wallonne                          | Tatiana Guderzo   | 49e        |
| 17 mai   | 5  | Tour de l'île de Chongming               | Kirsten Wild      | 2e         |
| 7 juin   | 6  | Philadelphia Cycling Classic             | Miriam Bjørnsrud  | 21e        |
| 2 août   | 7  | Tour de Bochum                           | Emilie Møberg     | 3e         |
| 21 août  | 8  | Open de Suède Vårgårda TTT               | -                 | -          |
| 23 août  | 9  | Open de Suède Vårgårda                   | Lauren Kitchen    | 10e        |
| 29 août  | 10 | GP de Plouay-Bretagne                    | -                 | -          |

Kirsten Wild termine dix-neuvième de la compétition. L'équipe en est huitième.

#### Grand tour
| Grand tour            | Tour d'Italie |
| --------------------- | ------------- |
| Coureuse (classement) | -             |
| Accessits             | -             |

## Classement UCI
| Rang | Coureuse               | Points  |
| ---- | ---------------------- | ------- |
| 9    | Kirsten Wild           | 690,25  |
| 26   | Lauren Kitchen         | 322,67  |
| 63   | Emilie Møberg          | 133,757 |
| 116  | Cecilie Gotaas Johnsen | 58,5    |
| 141  | Miriam Bjørnsrud       | 43      |
| 151  | Tatiana Guderzo        | 38,75   |
| 166  | Charlotte Becker       | 33,75   |
| 206  | Ingrid Lorvik          | 22      |
| 487  | Thea Thorsen           | 4       |
| 557  | Julie Leth             | 2,25    |

Hitec Products est septième au classement par équipes.